# Protographium leucaspis
Protographium leucaspis är en fjärilsart som först beskrevs av Jean Baptiste Godart 1819.  Protographium leucaspis ingår i släktet Protographium och familjen riddarfjärilar. Inga underarter finns listade i Catalogue of Life.

## Bildgalleri

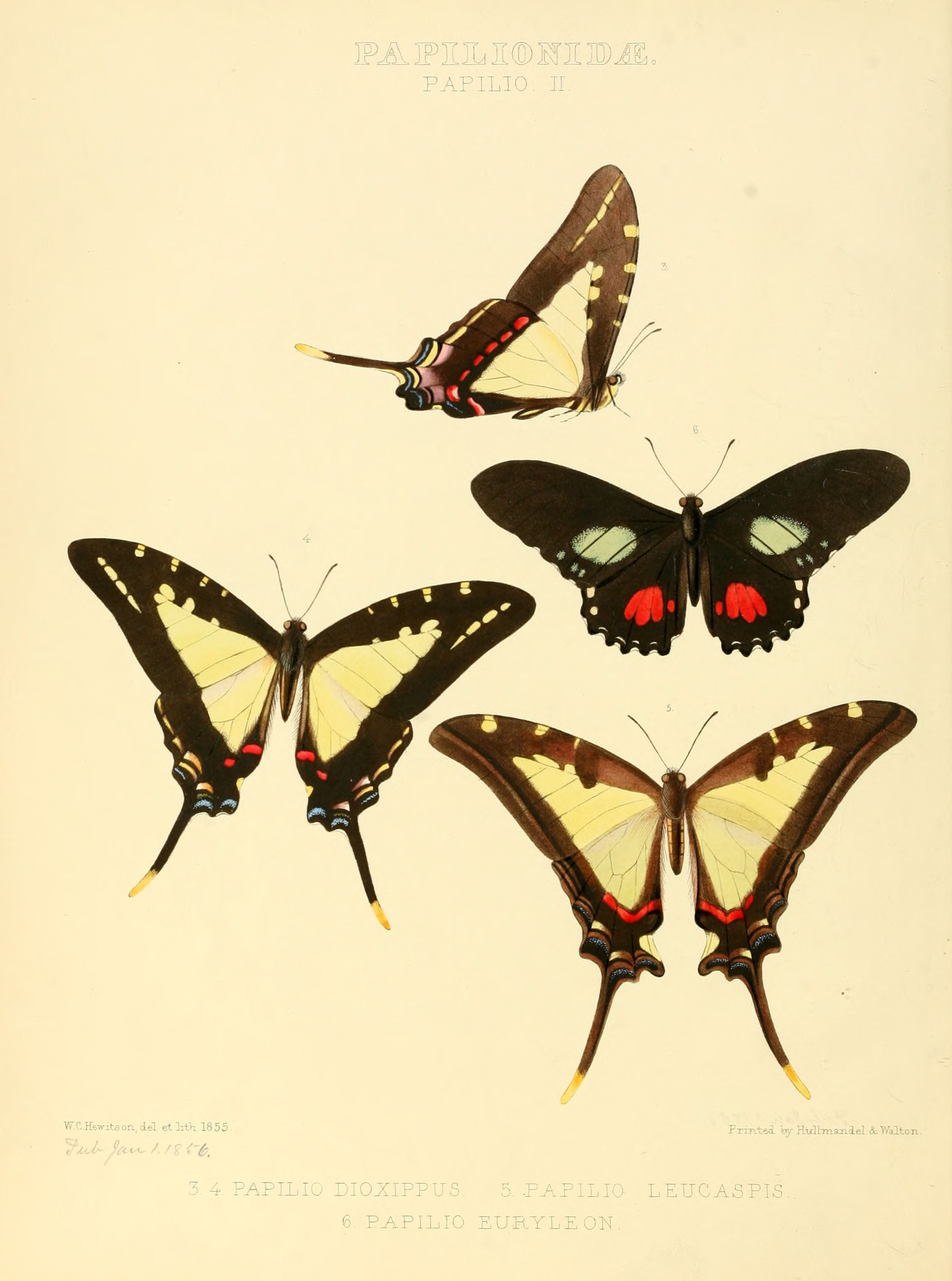